# Le Vigean
Le Vigean es una población y comuna francesa, situada en la región de Auvernia, departamento de Cantal, en el distrito de Mauriac y cantón de Mauriac.

## Demografía
| 822 | 1041 | 919 | 856 | 857 | 879 |
| Para los censos de 1962 a 1999 la población legal corresponde a la población sin duplicidades (Fuente: INSEE [Consultar]) |      |     |     |     |     |